# Mythimna saucesa
Mythimna saucesa is een vlinder uit de familie uilen (Noctuidae). De wetenschappelijke naam is voor het eerst geldig gepubliceerd in 1963 door Pinker.
De soort komt voor in Europa.